# Karmina Burana
Karmina Burana (lat. Carmina Burana, pesme iz Bure, po Bura sancti Benedicti, nemački Benediktbeuern, mesto u Bavarskoj), rukopisna zbirka od preko dve stotine pesama s kraja XII i početka XIII veka.
Sadrži poeziju putujućih studenata i mladih sveštenika na kasnolatinskom, starofrancuskom i srednjevisokonemačkom. Važan je izvor za izučavanje evropske svetovne poezije.
Otkrivena je 1803. u manastiru Benediktbeuernu, po kome je dobila ime. Čuva se u Minhenu.
Pesme se dele na tri grupe: moralno-satirične, ljubavne i vinske, studentske pesme; ukrašene su lepim inicijalima i minijaturama u osam boja.
Tematika pesama je različita: ljubav, priroda, lutalački život pesnika, mane višeg sveštenstva i kneževa.
Mešaju se razni uticaji: Vergilija, Ovidija, nemačkih i francuskih narodnih pesama; smenjuju se lirski, epski i dramski elementi.
Uz izvestan broj pesama zabeležene su još neodgonetnute neume.
Neki njihovi motivi inspirisali su muzičare (Karl Orf, Carmina Burana, scenska kantata, 1937)